# Bloc d'Esquerra (Luxemburg)
Bloc d'Esquerra (en luxemburguès: Lénksblock; en francès: Bloc des Gauches) va ser una aliança política a la Cambra de Diputats de Luxemburg a començaments del segle xx. El «matrimoni de conveniència» entre el Partit Social Demòcrata i de la Lliga Liberal va ser format el 1908.
El seu objectiu era fer disminuir la influència de l'Església a la vida pública, i concretament a les escoles. Aleshores, va tenir un èxit en contra del «Bloc de la Dreta» (el més tard Partit de la Dreta), quan els diputats dels dos partits van votar la Llei d'Ensenyament de 1912.
En aquest període, abans que el sufragi universal hagués estat introduït (1919), només 20.000 dels contribuents més rics tenien dret al vot. Per tant, el centre del poder era en la legislatura.
Després d'assolir el seu objectiu comú, els dos partits del bloc d'Esquerra van seguir per camins separats. A causa del punt de vista irreconciliable entre el món liberal i les idees socialistes.

## Indústria de l'acer
La gestió de la indústria de l'acer va tenir un paper important tant al parlament com al Bloc d'Esquerra.
La principal empresa siderúrgica ARBED es va formar el 1911 amb la fusió dels tres productors d'acer més grans luxemburguesos. Dels dotze membres inicials del seu consell d'administració, quatre van seure a la Cambra de Diputats. Aquests van ser: Auguste Laval, advocat (Eich); Norbert Le Galais, propietari de foneria (Ciutat de Luxemburg), Adolph Schmit, advocat (Ciutat de Luxemburg), i Léon Metz, propietari de foneria (Esch-sur-Alzette). Si s'inclouen d'altres diputats, com Edmundo Muller i Maurice Pescatore, el fill i el gendre respectivament, de membres del consell ARBED. El personal i els partidaris de la companyia ja tenien la mida d'un partit parlamentari i ja podia formar un partit. Aquest va ser el moment en què el nombre total d'escons va ser a la ratlla de cinquanta, i els propis partits polítics estaven començant (el Partit Social Demòcrata va ser fundat el 1902 i la Lliga Liberal el 1904).